# Молден (Вашингтон)
Молден (англ. Malden) — місто (англ. town) в США, в окрузі Вітмен штату Вашингтон. Населення — 216 осіб (2020).

## Географія
Молден розташований за координатами 47°13′47″ пн. ш. 117°28′24″ зх. д. / 47.22972° пн. ш. 117.47333° зх. д. (47.229591, -117.473215).  За даними Бюро перепису населення США в 2010 році місто мало площу 1,73 км², уся площа — суходіл.

## Демографія
Згідно з переписом 2010 року, у місті мешкали 203 особи в 90 домогосподарствах у складі 57 родин. Густота населення становила 117 осіб/км².  Було 118 помешкань (68/км²).
Расовий склад населення:
| - 92,1 % — білих - 2,0 % — корінних американців - 1,0 % — осіб інших рас |

До двох чи більше рас належало 4,9 %. Частка іспаномовних становила 3,9 % від усіх жителів.
За віковим діапазоном населення розподілялося таким чином: 23,6 % — особи молодші 18 років, 50,8 % — особи у віці 18—64 років, 25,6 % — особи у віці 65 років та старші. Медіана віку мешканця становила 50,8 року. На 100 осіб жіночої статі у місті припадало 103,0 чоловіків;  на 100 жінок у віці від 18 років та старших — 101,3 чоловіків також старших 18 років.
Середній дохід на одне домашнє господарство  становив 34 735 доларів США (медіана — 32 813), а середній дохід на одну сім'ю — 47 773 долари (медіана — 38 929). За межею бідності перебувало 19,6 % осіб, у тому числі 15,6 % дітей у віці до 18 років та 5,7 % осіб у віці 65 років та старших.
Цивільне працевлаштоване населення становило 31 осіб. Основні галузі зайнятості: виробництво — 29,0 %, науковці, спеціалісти, менеджери — 25,8 %, освіта, охорона здоров'я та соціальна допомога — 19,4 %.